# Davorin Popović
Davorin Popović, född 23 september 1946 i Sarajevo, död 18 juni 2001, var en bosnisk sångare. Han var frontfigur i den bosniska rockgruppen Indexi 1964-2001. Han hade från 1975 även en framgångsrik solokarriär parallellt med sin karriär med bandet.
I sin ungdom spelade Popović handboll och basket och ingick i en period Bosnien och Hercegovinas ungdomslandslag i basket. Han slutade utöva sporten 1968. Han studerade statsvetenskap vid Sarajevos universitet. Han gick med som sångare i rockgruppen Indexi 1964, som bildats två år tidigare. Från 1975 hade Popović en framgångsrik solokarriär utöver sin karriär med Indexi och släppte tre soloalbum. Debutalbumet Svaka je ljubav ista osim one prave släpptes 1976. Dock medverkade hela eller delar av Indexi på Popovićs album.
Tillsammans med Indexi har Popović deltagit flera gånger i den jugoslaviska uttagningen till Eurovision Song Contest (ESC). De deltog första gången 1967 med bidraget Pruzam ruke. De deltog andra gången 1969 med bidraget Zaborav, som kom på 5:e plats. Deltog i tävlingens semifinaler 1973 och 1974 med Djeca ljubavi respektive Samoćo ljubavi moja utan att lyckas kvalificera sig till finalerna någon av gångerna. De lyckades kvalificera sig till den nationella finalen 1975 med bidraget Ti si mi bila naj naj. Det dröjde sedan till 1982 innan gruppen deltog i uttagningen igen med To se traži, som uppnådde 9:e plats. De deltog igen 1983 med Na svoj način och uppnådde 5:e plats och sista gången 1987 med Bila jednom ljubav jedna som uppnådde en 8:e plats.
Popović deltog i Bosnien och Hercegovinas första uttagning till Eurovision Song Contest 1993. Han framförde bidraget Raspored zvijezda, som blev utan placering. Han framförde även bidraget Srce Evrope som sångare i gruppen Izvodaca. Han utsågs till Bosnien och Hercegovinas representant i tävlingen 1995 och fick framföra samtliga åtta bidrag i den nationella uttagningen det året. Låten Dvadeset i prvi vijek utsågs till landets bidrag. I ESC kom han på 19:e plats med 14 poäng.
Popović avled 18 juni 2001 som en följd av cancer i bukspottskörteln.

## Diskografi
- Svaka je ljubav ista osim one prave (1976)
- S tobom dijelim sve (1984)
- S tobom dijelim sve (1995)